# Battaglia di Maastricht
La battaglia di Maastricht è stato un episodio dell'invasione tedesca dei Paesi Bassi durante la seconda guerra mondiale durante il quale la Wehrmacht conquistò la città olandese di Maastricht dividendo in due le forze alleate e spianando la strada verso Fort Eben-Emael.

## Contesto
Lo scopo dell'esercito tedesco era di occupare i ponti lungo il corso del fiume Mosa al fine di poter facilmente trasportare truppe per la successiva campagna di Francia.

## La battaglia
Le operazioni che portarono alla conquista tedesca della città di Maastricht si svolsero con una grande rapidità (secondo i principi della guerra lampo) grazie all'uso combinato di forze meccanizzate e corazzate e dell'aviazione.
Nella sua avanzata la 4. Panzer-Division incontrò qualche resistenza nei pressi di Gulpen e a Heugem e subì forti perdite in termini di uomini e mezzi.
Nonostante ciò, di fronte alla schiacciante superiorità del nemico il comando olandese decise di abbandonare la difesa di Maastricht.